# Kopparskräppa
Kopparskräppa (Rumex flexuosus) är en slideväxtart som beskrevs av Soland. och Forst. f. Kopparskräppa ingår i släktet skräppor, och familjen slideväxter. Arten förekommer tillfälligt i Sverige, men reproducerar sig inte.